# Richard Neutra

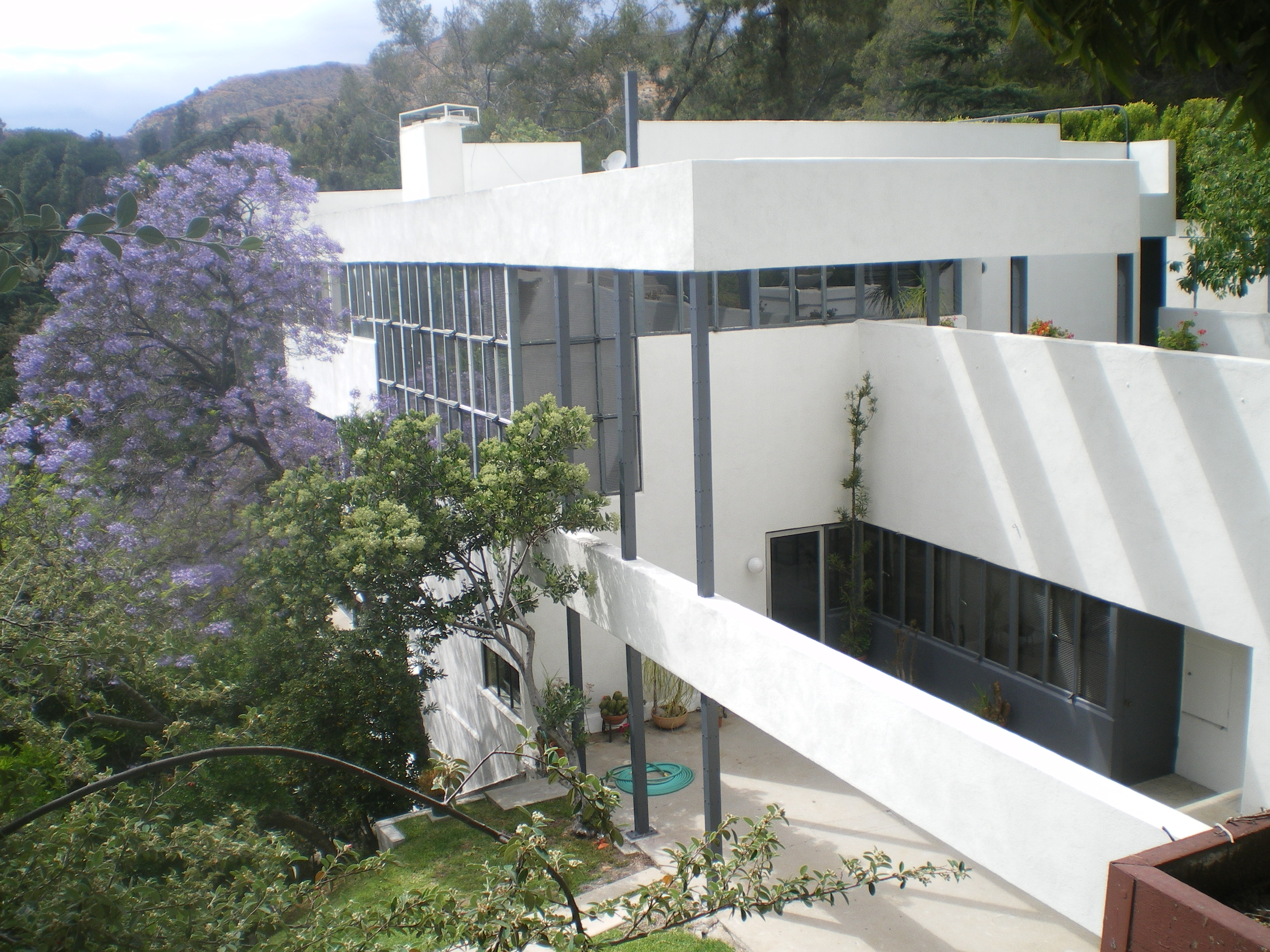
Lovell Health House, Los Angeles.

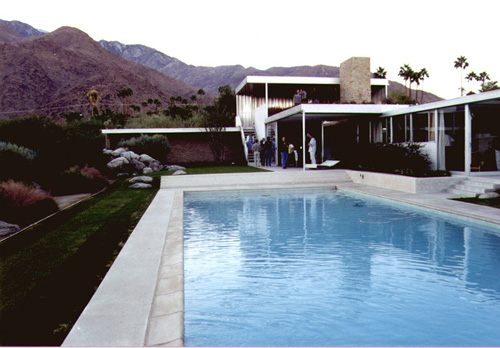
Kaufmann House, Palm Springs, Kalifornien. (Bild tagen år 2000.)

Richard Neutra, född 8 april 1892 i Wien i Österrike, död 16 april 1970 i Wuppertal i Tyskland, var en österrikisk-amerikansk arkitekt.
Neutra var en av modernismens främsta representanter. Han samarbetade en tid med Frank Lloyd Wright.

## Biografi
Neutra föddes i en välbärgad judisk familj; hans far Samuel Neutra (1844–1920) ägde ett metallgjuteri. Fram till 1910 besökte Richard ett gymnasium i Wien och sedan studerade han för bland annat Max Fabiani och Karl Mayreder vid Wiens tekniska högskola (idag universitet). Parallellt besökte han fram till 1912 Adolf Loos byggnadsskola. På grund av första världskriget avslutade Neutra sina studier först 1918.
1920 blev Neutra anställd vid ett arkitekturkontor i Berlin. Ett år senare började han vid byggnadsförvaltningen i småstaden Luckenwalde, cirka 50 km söder om Berlin. Samma tid var han ibland assistent åt Erich Mendelsohn. Tillsammans vann de 1923 ett pris för ett påtänkt handelscentrum i Haifa, men bygget startades aldrig.
Adolf Loos hade väckt Neutras intresse för amerikansk arkitektur, särskild för Frank Lloyd Wrights byggnader. Richard flyttade 1923 med sin fru till USA där han ett år senare fick anställning i Chicago hos Holabird & Roche. Under begravningen av Louis Sullivan träffade Neutra tillsammans med Frank Lloyd Wright. Richard och hans hustru vistades flera månader hos familjen Wright efter en inbjudan.
1925 bosatte sig paret i Los Angeles där Richard sammanträffade med sin studievän Rudolf Schindler. Tillsammans deltog de i en tävling för Nationernas förbunds huvudkvarter (Palais des Nations) i Genève men de vann inte och sedan hamnade de i gräl och gick skilda vägar.
Neutras första stora egna uppdrag kom 1926 med flera flerbostadshus. Ett år senare skrev han boken "Wie baut Amerika?" (Hur bygger Amerika?). Neutras genombrott kom med Lovell Health House, ett bygge åt naturläkaren Philip M. Lovell med stora glasytor. Neutra gjorde en referatresa till Europa där han 1930 besökte Sigmund Freud. 1932 hölls en utställning om Neutras byggen vid Museum of Modern Art i New York.
Neutras verk kännetecknas av att hans hus anpassar sig efter landskapet. De var oftast omgiven av en större trädgård. Själv betecknade han sin stil som biorealistisk arkitektur. Han avgränsade sig tydlig från den dogmatiska funktionalismen.
Neutra dog i Wuppertal under en referatresa.
Richard Neutra finns representerad vid bland annat Metropolitan Museum , Museum of Modern Art och Art Institute of Chicago.